# Beverly (Nueva Jersey)
Beverly es una ciudad ubicada en el condado de Burlington en el estado estadounidense de Nueva Jersey. En el año 2010 tenía una población de 2.577 habitantes y una densidad poblacional de 1.288,5 personas por km².

## Geografía
Beverly se encuentra ubicado en las coordenadas 40°3′47″N 74°55′13″O / 40.06306, -74.92028.

## Demografía
Según la Oficina del Censo en 2000 los ingresos medios por hogar en la localidad eran de $45,054 y los ingresos medios por familia eran $49,519. Los hombres tenían unos ingresos medios de $35,954 frente a los $23,836 para las mujeres. La renta per cápita para la localidad era de $17,760. Alrededor del 11.5% de la población estaba por debajo del umbral de pobreza.